# Donkerbruine snuituil
De donkerbruine snuituil (Idia calvaria) is een nachtvlinder uit de familie van de spinneruilen (Erebidae).

## Beschrijving
De voorvleugellengte bedraagt tussen de 24 en 30 millimeter. De grondkleur van de vleugels is donkerbruin met witte dwarslijnen, op de voorvleugel bevindt zich een oranjegele vlek.
De donkerbruine snuituil gebruikt wilg en populier en mogelijk andere loofbomen als waardplanten, en daarnaast ook zuring.
De soort vliegt van juni tot september in één of twee jaarlijkse generaties, afhankelijk van de plaats.

## Voorkomen
De soort komt verspreid over een groot deel van Europa voor, en daarnaast van Klein-Azië tot aan de Kaukasus. In Nederland is de soort eenmaal waargenomen, in 1886.